# L'Hôpitals regel
L'Hôpitals regel är en matematisk metod som kan göra det enklare att beräkna vissa gränsvärden. Den har fått sitt namn efter den franske matematikern Guillaume François Antoine l'Hôpital.

## Historik
Markis Guillaume François Antoine l'Hôpital utbildades i matematisk analys, den så kallade Leibnizskolan av analysen, av Johann Bernoulli under dennes tid i Paris 1692. När Bernoulli skulle resa så ingick han i ett avtal med l'Hôpital om att han i utbyte mot en årslön på 300 franc skulle delge alla sina upptäckter till markisen, att använda som denne önskade.
1696 gav l'Hôpital ut en bok i matematisk analys kallad Analyse des infiniment petits pour l'intelligence des lignes courbes (ungefär Analysen av de minsta delarna för förståelse av de böjda linjerna) där bland annat regeln som kom att kallas l'Hôpitals regel fanns nedskriven. Mycket i boken hade l'Hôpital fått hjälp med av både Bernoulli och Leibniz  och i boken tackade han speciellt "den unge professorn vid Groningen" (vilket Bernoulli hade blivit utnämnd till 1695), Bernoulli tackade l'Hôpital för denna omnämning per brev, men anklagade honom för plagiat kort efter dennes död. Samtida matematiker fann Bernoullis anklagelser för ogrundade, men i efterhand har brevkorrespondens hittats som tyder på att l'Hôpital hade fått mycket av matematiken från Bernoulli.

## Satsen
Låt f och g vara två funktioner {\displaystyle \mathbb {R} \longrightarrow \mathbb {R} } med följande egenskaper i närheten av ett fixerat reellt tal {\displaystyle x_{0}}.
- {\displaystyle \lim _{x\to x_{0}}f(x)=0=\lim _{x\to x_{0}}g(x)}, alternativt {\displaystyle \lim _{x\to x_{0}}g(x)\in \{-\infty ,\infty \}}.
- Derivatorna {\displaystyle f^{\prime }} och {\displaystyle g^{\prime }} existerar på två öppna intervall {\displaystyle (a,\,x_{0})} och {\displaystyle (x_{0},\,b)} och derivatan {\displaystyle g^{\prime }} har konstant tecken på vardera intervall.
- Gränsvärdet {\displaystyle \lim _{x\to x_{0}}{\frac {f^{\prime }(x)}{g^{\prime }(x)}}} existerar.

Då gäller följande ekvation:
{\displaystyle \lim _{x\to x_{0}}{\frac {f(x)}{g(x)}}=\lim _{x\to x_{0}}{\frac {f^{\prime }(x)}{g^{\prime }(x)}}}.
Satsen gäller även om det fixerade talet {\displaystyle x_{0}} är det "reella talet" {\displaystyle -\infty } eller {\displaystyle \infty }.

## Bevis
Beviset av l'Hopitals regel är en tillämpning av Cauchys medelvärdessats, som säger att om {\displaystyle f} och {\displaystyle g} är två funktioner, deriverbara på intervallet {\displaystyle (a,b)} och kontinuerliga på intervallet {\displaystyle [a,b]}, och derivatan av {\displaystyle g} är skild från noll på intervallet, så finns det ett tal {\displaystyle c,a<c<b}, sådant att
{\displaystyle {\frac {f(b)-f(a)}{g(b)-g(a)}}={\frac {f^{\prime }(c)}{g^{\prime }(c)}}}.

### För fallet "oändligheten delat med oändligheten"
Vi tittar på två punkter {\displaystyle a} och {\displaystyle b} sådana att {\displaystyle c<a<b} eller {\displaystyle b<a<c}. 
Vi vet då genom medelvärdessatsen att vi kan beskriva derivatan som: 
{\displaystyle {f'(e) \over g'(e)}={f(a)-f(b) \over g(a)-g(b)}} för ett {\displaystyle a<e<b} eller {\displaystyle b<e<a}.
Vi kan då skriva om uttrycket till 
{\displaystyle {\frac {f(a)}{g(a)}}={\frac {f(b)}{g(a)}}+\left[1-{\frac {g(b)}{g(a)}}\right]{\frac {f'(e)}{g'(e)}}}
Om vi sedan låter y gå mot c så att {\displaystyle {\frac {f'(e)}{g'(e)}}} går mot sitt gränsvärde och att {\displaystyle \lim _{e\to c}} för alla {\displaystyle e} mellan {\displaystyle b} och {\displaystyle c}.
Härnäst låter vi {\displaystyle \lim _{a\to c}} och ser därmed att uttrycket antar formen 
{\displaystyle \lim _{x\to c}{\frac {f(x)}{g(x)}}=\lim _{\xi \to c}{\frac {f'(\xi )}{g'(\xi )}}=\lim _{x\to c}{\frac {f'(x)}{g'(x)}},}

### För fallet "noll delat med noll"
Vi definierar {\displaystyle f(c)=g(c)=0} detta förändrar inte ekvationen.
Vi tittar därefter på en punkt {\displaystyle x} nära {\displaystyle c} och vi ser då att enligt satsen om mellanliggande värde så kan vi skriva om ekvationen på formeln:
{\displaystyle {\frac {f'(\xi )}{g'(\xi )}}={\frac {f(x)-f(c)}{g(x)-g(c)}}}
då kan vi även skriva att 
{\displaystyle \lim _{x\to c}{\frac {f'(x)}{g'(x)}}=\lim _{\xi \to c}{\frac {f'(\xi )}{g'(\xi )}}=\lim _{x\to c}{\frac {f(x)}{g(x)}}}
vilket bevisar regeln.

### Inte ett bevis
L'Hôpitals regel kan inte användas för att bevisa ett gränsvärde då man redan innan måste veta uttryckets gränsvärde.
Detta faktum visas bäst med ett exempel:
{\displaystyle \lim _{x\to 0}{\sin(x) \over x}}
Vi vet att då gränsvärdet är ett standardgränsvärde att det konvergerar till värdet 1 samt att båda funktionerna går mot noll och att de är deriverbara.
Vi använder l'Hôpitals regel och får  {\displaystyle \lim _{x\to 0}{\cos(x) \over 1}} 
vilket vi vet konvergerar mot värdet 1, men vad händer om vi tittar lite närmare på exemplet?
Derivatan av {\displaystyle \sin(x)} är enligt derivatans definition
{\displaystyle \lim _{h\to 0}{\sin(x+h)-\sin(x) \over h}}
vilket, då {\displaystyle x} går mot noll, blir 
{\displaystyle \lim _{h\to 0}{\sin(h)-\sin(0) \over h}}
och vi är därmed tillbaka i samma problem som tidigare.
Detta leder till en logisk cirkularitet (beviset hänvisar till sig självt) och leder därmed till att det är inkorrekt. L'Hôpitals regel är därmed endast en minnesregel.

## Exempel
För att illustrera hur regeln tillämpas kan vi titta på lite exempel:
{\displaystyle \lim _{t\to \pi }{(\sin(t))^{2} \over (t-\pi )}=?}
Detta kan vi räkna ut med  Maclaurinutvecklingen  (Taylorutvecklingen runt noll) genom variabelsubstitutionen {\displaystyle x=t-\pi ,t=x+\pi ,\lim _{x\to 0}}.  
Detta ger oss: 
{\displaystyle \lim _{x\to 0}{(\sin(x+\pi ))^{2} \over x}}
Vi kan sedan tillämpa att {\displaystyle \sin(x+\pi )=-\sin(x)} för att få uttrycket 
{\displaystyle \lim _{x\to 0}{(-\sin(x))^{2} \over x}=\lim _{x\to 0}{\sin(x)^{2} \over x}}.
För att skriva om uttrycket på en enklare form använder vi oss sedan av Maclaurinutvecklingen av grad 3 för sinus. 
Maclaurinutvecklingen för sinus ser ut som: 
{\displaystyle \sin x=\sum _{n=0}^{\infty }{\frac {(-1)^{n}}{(2n+1)!}}x^{2n+1}=x-{\frac {x^{3}}{6}}+{\frac {x^{5}}{120}}-{\frac {x^{7}}{5040}}+\cdots ,\quad \forall x}
det vill säga 
{\displaystyle x-{\frac {x^{3}}{6}}+{\mathcal {O}}(x^{5})}
Detta ger oss följande uttryck:
{\displaystyle \lim _{x\to 0}{(x-{\frac {x^{3}}{6}}+{\mathcal {O}}(x^{5}))^{2} \over x}}
som vi sedan kan binomialutveckla till 
{\displaystyle \lim _{x\to 0}{x^{2}-{\frac {x^{4}}{3}}+{\mathcal {O}}(x^{6}) \over x}}
som sedan skrivs om till
{\displaystyle \lim _{x\to 0}x-{\frac {x^{3}}{3}}+{\mathcal {O}}(x^{5})=0}
Gränsvärdet går alltså mot 0 då x går mot 0.
Om vi istället skulle försöka lösa problemet med l'Hôpitals regel ser vi att alla krav är uppfyllda, så vi kan skriva:
{\displaystyle \lim _{t\to \pi }{\frac {(\sin(t))^{2}}{(t-\pi )}}=\lim _{t\to \pi }{\frac {2\sin(t)\cos(t)}{1}}=0}
Vilket är betydligt smidigare att räkna ut (förutsatt att vi vet derivatan av {\displaystyle \sin(x)})

### Exempel då regeln inte kan tillämpas
Det finns dock ett antal tillfällen då regeln inte kan tillämpas, till exempel då man inte har tillgång till en funktions derivata. Det finns dessutom ett antal gränsvärden som det inte går att tillämpa l'Hôpitals regel på med anledning av att detta får sagda funktion att "gå i cirklar" (oscillera mellan två värden) eller resulterar i ett felaktigt värde. 
Ett exempel:
{\displaystyle \lim _{x\to \infty }{x \over {\sqrt {x^{2}+1}}}}
Vi ser att alla förutsättningar är uppfyllda så vi tillämpar l'Hôpitals regel och får
{\displaystyle \lim _{x\to \infty }{x \over {\sqrt {x^{2}+1}}}=\lim _{x\to \infty }{1 \over {\frac {x}{\sqrt {x^{2}+1}}}}=\lim _{x\to \infty }{{\sqrt {x^{2}+1}} \over x}}
Om vi nu försöker använda l'Hopitals regel igen får vi
{\displaystyle \lim _{x\to \infty }{{\sqrt {x^{2}+1}} \over x}=\lim _{x\to \infty }{{\frac {x}{\sqrt {x^{2}+1}}} \over 1}=\lim _{x\to \infty }{x \over {\sqrt {x^{2}+1}}}}
Vi ser nu att vidare uträkningar med hjälp av l'Hôpitals regel är av ringa värde.